# تپلک
تُپُلَک (نام علمی: Rhinocryptidae) نام یک تیره از راسته گنجشک‌سانان است.